# Heinz Erhardt
Heinz Erhardt, född 20 februari 1909 i Riga, Kejsardömet Ryssland, död 5 juni 1979 i Hamburg, Västtyskland, var en tysk komiker, underhållare, musiker och skådespelare, verksam som komiker och kabaréartist i Tyskland från sent 1930-tal. Efter andra världskriget blev han känd som radiopratare i programmet So was Dummes där han bland annat presenterade komisk poesi. Han medverkade under 1950-talet och 1960-talet också i många filmer, främst komedier som anpassades efter hans person. Efter att han drabbats av en stroke 1971 och förlorat talförmågan fick han avbryta karriären.